# Dandelion and burdock

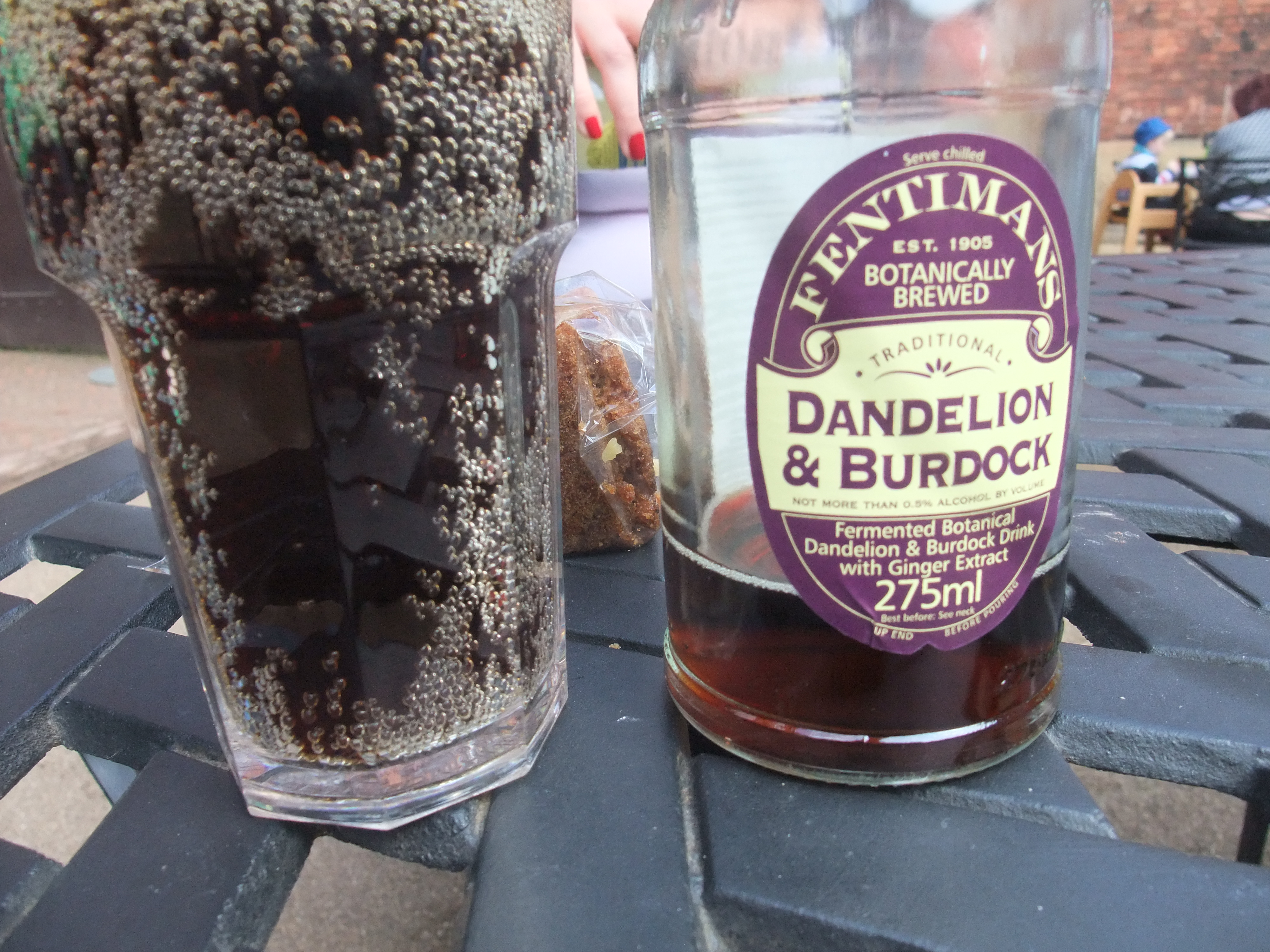
Dandelion and burdock.

El dandelion and burdock (en español ‘diente de león y bardana’) es un refresco tradicional británico consumido en el Reino Unido desde aproximadamente 1265. Se elabora tradicionalmente con raíces fermentadas de diente de león (Taraxacum officinale) y bardana (Arctium lappa), y es efervescente de forma natural.

## Historia
Hay varias historias sobre su origen, consideradas apócrifas en su mayoría. Un ejemplo notable es la de que Tomás de Aquino, tras rezar pidiendo inspiración una noche entera, caminó desde su lugar de oración directamente hasta el campo y, «confiando en que Dios proveerá», preparó la bebida con las primeras plantas que encontró. Este refresco le ayudaba a concentrarse cuando buscaba formular sus argumentos teológicos, que culminaron finalmente en la Summa Theologica.
El dandelion and burdock comparte un origen histórico con diversas bebidas hechas originalmente a partir de extractos de raíces ligeramente fermentadas, como la cerveza de raíz y la zarzaparrilla, que supuestamente tenían efectos beneficiosos para la salud. El sabor dominante en estas otras bebidas suele ser el sasafrás o la gaulteria, ambos actualmente obtenidos artificialmente en lugar de a partir de la planta, en parte porque durante los años 1960 se halló que el safrol, el principal componente del aceite volátil de sasafrás, es cancerígeno. Todas estas bebidas tienen sabores parecidos, aunque distintivos. El dandelion and burdock es más parecido en sabor a la zarzaparrilla. La bebida se ha hecho recientemente más popular, tras unas malas ventas anteriores.

## Ingredientes
El dandelion and burdock contiene varios ingredientes comunes a otras bebidas parecidas, incluyen agua carbonatada, azúcar (provista por jarabe de maíz en los Estados Unidos), colorantes, posiblemente ácido fosfórico, ácido cítrico y extractos de diente de león y bardana.
La versión que se vende en muchas tiendas rara vez contiene extractos naturales, siendo una versión habitualmente carbonatada con edulcorantes y sabores artificiales.

## Dandelion and burdock en la cultura popular
Alex Turner, líder y cantante principal de los Arctic Monkeys manifestó en Spin Acoustic Sessions, que la canción de su álbum "Suck It And See" fue inspirada por el sabor y sensación que se puede percibir al probar Dandelion and burdock, lo describe como raro y poco usual.